# الطريق إلى الهاوية (فلم)
الطريق إلى الهاوية  (بالإنجليزية: A Long Way Down) هو فيلم كوميدي بريطاني صدر في سنة 2014. من بطولة توني كوليت وبيرس بروسنان وايموجين بوتس وآرون بول. يروي الفيلم قصص إجتماعية في إطار كوميدي مثير للجدل (الكوميديا السوداء) وهو مبني على رواية (الطريق إلى الهاوية) عام 2005 للمؤلف (نيك هورنبي). نجوم هذا العمل ايموجين بوتس وتوني كوليت وبيرس بروسنان وارون بول الأربعة الذين تقابلوا على سطح مبنى في لندن جميعهم بقصد الانتحار في عشية رأس السنة الميلادية. ولكن فشلت خططهم عندما التقوا الأربعة ليقرروا النزول من اعلى سطح المبنى وهم على قيد الحياة، وقد يكون هذا مؤقتاً.

## القصة
فكر مارتن شارب بالانتحار في عشية رأس السنة الميلادية من أعلى سطح مبنى التوبر في لندن. قامت امرأة تدعى مورين بمقاطعته هي الأخرى بقصد الانتحار. ولما كانت مورين تنتظر دورها قاطعهم إثنين آخرين وهم فتاة تدعى جيس ورجل توصيل البيتزا يدعى جي جي، جميعهم أيضاً بقصد الانتحار. ومن هنا بدأت الأحداث. عرف الآخرين مارتن لأنه كان شخصية ذو شعبية في التلفزيون قبل دخوله السجن لأنه أقام علاقة مع فتاة بالخامسة عشر من عمرها. وبعد حديث دار بينهم قرروا الانتظار حتى عيد الحب قبل ان يقدموا على الانتحار. أما مورين لديها ابن ورغم اهتمامها به تشعر بالتقصير إتجاهه. جيس ابنة سياسي معروف والعلاقة بينهم متوترة، جي جي أمريكي الجنسية كان عضواً في فرقة غنائية وكما أنه مريض بمرض السرطان الميؤس من شفائة أو نحو ذلك كما قال في حين أن معارفة الجدد يريدون الانتحار بسبب الاكتئاب. للاستفادة من سوء الحظ، خطط مارتن بخطط لتجعلهم محور الحديث في لندن عندما إدعى أن عدم إقدامهم على الانتحار كان بسبب رؤيتهم لطيف. لينهي بهم المطاف في ظهورهم على برنامج مارتن التلفزيوني السابق مع زميلته في البرنامج بيني التي كانت تُشعر ضيوفها بالذل والاكتئاب. قرروا الأربعة الذهاب لمنتجع ليتخلصوا من الضغط الحاصل لهم في لندن، وقد إستمتعوا بصحبة كل منهم للآخر حتى دخلت بينهم امرأة تدعى كاثي لتدفعهم بعيداً عن بعض. وفي عيد الحب، انتهى بهم المطاف مرة أخرى على سطح المبنى في لندن.

## الميزانية والإيرادات
بلغت تكلفة إنتاج الفيلم حوالي €15m يورو.

## وصلات خارجية
- مقالات تستعمل روابط فنية بلا صلة مع ويكي بيانات